# Герасименко Ліна Сергіївна
Ліна Герасименко (нар.29 вересня 1974 року, Чернівці, СРСР) — українська лучниця, яка встановила олімпійський рекорд (673 очка 72 стрілами) на Олімпійських іграх в Атланті (1996). Заслужений майстер спорту України (2000).

## Життєпис
Ліна Герасименко закінчила середню школу №4 (Чернівці) та вступила до кооперативного технікуму (вивчала правознавство). Після завершення навчання у технікумі Герасименко вступила до Чернівецького національного університету (юридичний факультет).